# Миллз, Майк
Майкл Эдвард «Майк» Миллз (англ. Michael Edward "Mike" Mills: род. 17 декабря 1958 года, Ориндж, США) — американский музыкант, мультиинструменталист и композитор, более известен как один из основателей альтернативной рок-группы R.E.M.. Хотя Майк прежде всего известен как бас-гитарист, бэк-вокалист и пианист, его музыкальный репертуар также включает в себя: клавишные, гитару и ударные инструменты. Он внес вклад в большинство музыкальных композиций группы.

## Биография

### Ранняя жизнь
Миллз родился в округе Ориндж, Калифорния. Будучи ещё в юном возрасте, вместе с семьей он переехал в Мэйкон, штат Джорджия, где учился в Северо-восточной средней школе в начале 1970-х. Отец Миллза — Фрэнк был певцом, как-то он даже выступал на Шоу Эда Салливана, а его мать — Эдора была учителем игры на фортепиано, она помогла мальчику развить любовь к музыке в раннем возрасте. Майк познакомился и сформировал свою первую группу со своим другом — барабанщиком Биллом Берри в средней школе. Они встретили Питера Бака и Майкла Стайпа, во время учебы в Университете Джорджии.

### R.E.M.
Миллз, Берри, Бак и Стайп решили бросить университет и сосредоточиться на своей группе, названной R.E.M.. Коллектив быстро прогрессировал и вскоре подписал контракт с лейблом I.R.S. Records.
Миллзу приписывают авторство многих песен группы, в том числе «Nightswimming», «Find the River», «At My Most Beautiful», «Why Not Smile», «Let Me In», «Wendell Gee», «(Не Go Back To) Rockville», «Beat a Drum», «Be Mine» и «What’s the Frequency, Kenneth?». В частности альбом 2004 года Вокруг Солнца был в большей степени сформирован вокруг клавишных партий Майка. Также Миллз известен как исполнитель характерного бэк-вокала и вокальных гармоний, одни из самых примечательных из них были на альбомах — Lifes Rich Pageant (1986) и Accelerate (2008). В дополнение к бэк-вокалу он также исполнял лид-вокал на песнях «Texarkana», «Near Wild Heaven», «Superman» — кавер-версии группы The Clique и кавере на песню «Love is All Around» рок-квартета The Troggs.
Майк Миллз известен своей коллекцией костюмов портного Nudie, которые он часто носил на сцене, впервые он появился в одном из них в 1994 году, в клипе на песню «What’s the Frequency, Kenneth?», а затем он надевал их в течение концертного тура 1995 года.

## Дискография
- 1984 — Hindu Love Gods — «Gonna Have a Good Time Tonight»/«Narrator».
- 1985 — Full Time Men — Full Time Men, орган в песне «One More Time»
- 1987 — Уоррен Зивон — Sentimental Hygiene, сыграл в песнях: «Sentimental Hygiene», «Boom Boom Mancini», «The Factory», «Trouble Waiting to Happen», «Detox Mansion», «Bad Karma», «Even a Dog Can Shake Hands», и «The Heartache»
- 1987 — Waxing Poetics — Hermitage, продюсирование
- 1988 — Билли Джеймс — Sixes and Sevens, продюсирование
- 1988 — The Cynics — «What’s It Gonna Be»/«Roadrunner» (live)
- 1989 — Кевн Кинни — MacDougal Blues
- 1989 — Indigo Girls — Indigo Girls, бас-гитара в песне «Tried to Be True»
- 1989 — Vibrating Egg — Come On in Here If You Want To, сочинил и исполнил
- 1990 — Майк Миллз написал музыку для короткометражного фильма «Men Will Be Boys» Говарда Либова (Howard Libov)
- 1990 — Hindu Love Gods — Hindu Love Gods
- 1990 — Hindu Love Gods — «Raspberry Beret»
- 1991 — Никки Садден — The Jewel Thief
- 1991 — Никки Садден — «I Belong to You»
- 1991 — The Troggs — Athens, Andover
- 1991 — Робби Робертсон — Storyville, вокал в песне «Shake This Town»
- 1992 — Jane Pratt Show, музыкальная тема шоу
- 1993 — Automatic Baby — «One»
- 1993 — The Smashing Pumpkins — Siamese Dream, фортепиано в песне «Soma»
- 1993 — Three Walls Down — Building Our House, продюсирование
- 1993 — Three Walls Down — «Steps»/«Wooden Nails»/«Faith in These Times» (live)
- 1994 — Пятый в квартете, саундтрек
- 1994 — Victoria Williams — Loose, вокал в песне «You R Loved»
- 2000 — Кристи Макуилсон — The Lucky One
- 2006 — Various artists — Big Star Small World, бас-гитара в песне «The Ballad of El Goodo», вместе с Мэттью Суитом
- 2006 — Майк Миллз и Салли Эллисон — «Jesus Christ», кавер-версия песни группы Big Star, в качестве благотворительного сингла для Red Apple Foundation
- 2007 — Mudville — Iris Nova, фортепиано в песне «Eternity»
- 2008 — Modern Skirts — All of Us in Our Night, продюсирование трека «Motorcade»
- 2009 — Саундтрек к фильму Favorite Son, композиция «Gift of the Fathers»
- 2009 — Джилл Хеннесси — Ghost in My Head, бэк-вокал в песне «Erin»
- 2010 — Various artists — The Voice Project, кавер-версия песни Билли Брэгга «Sing Their Souls Back Home»
- 2012 — Джейсон Рингенберг — Nature Jams — вокал на одном треке[4]
- 2012 — Patterson Hood & The Downtown 13 — «After It’s Gone»/«Unspoken Pretties» — сторона «А» сингла изданного для Record Store Day[5]

Миллз также продюсировал атенские группы — Greenhouse и Purr.